# リッチマン、プアウーマン
『リッチマン、プアウーマン』（英称：RICH MAN , POOR WOMAN）は、フジテレビ系の「月9」枠で2012年7月9日から9月17日まで、毎週月曜日21時 - 21時54分に放送された日本のテレビドラマである。主演は小栗旬。公式な略称は『リチプア』、『RMPW』。
2013年4月1日には、続編のスペシャルドラマ『リッチマン、プアウーマン in ニューヨーク』が放送された。
小栗は若くしてIT企業を作り上げ億万長者となった社長を演じ、ヒロイン役の石原さとみは、東京大学理学部という高学歴ながら内定がもらえず就職活動に奔走する女子大生を演じた。生活も価値観も正反対の2人が、衝突を繰り返しながらもお互いを知り精神的に成長して惹かれあう「現代版『プリティ・ウーマン』」的恋愛ドラマに加え、「絵空事じゃない地に足のついた夢を語って、世の中に発信できる」「男のカッコよさ」を描くことを主題とし、企業ものとしての要素も多く盛り込まれている。
平均視聴率は12.4%であったが、有料動画配信では好調な売上を記録した。連続ドラマの特性を生かしたストーリーや、アイデンティティをめぐる問題を描いた姿勢などが評論家などに評価されたほか、ザテレビジョンドラマアカデミー賞での2部門受賞などいくつかの賞を受けている。

## 制作

### 企画
『コード・ブルー -ドクターヘリ緊急救命-』などを手がけ、特定の職業の内実を描く「職業モノ」ドラマに対するセンスを主演の小栗にも評価されている増本淳らのプロデュースによる作品である。増本は本作について、「普遍的なシンデレララブストーリー」であると同時に、「現代社会のある側面を"仕事"というテーマで切り取り、4人（の登場人物）がそれぞれ自分の人生を織り成すヒューマンドラマでもあります」と説明した。IT業界の人物を主人公とした理由としては「単なる金持ちや成功者ではなく、世界を劇的に変えたイノベーターがここ数年で実際に登場した分野だからです」と語り、主人公の魅力を最大限に引き出し、視聴者に感情移入させるための舞台として、2012年現在においてIT業界がふさわしかったからとしている。
主人公とは対照的に、高学歴で就職を望んで努力しているにもかかわらず、仕事に就けないヒロインを設定している。この背景には、ドラマの放送前年の2011年に大学卒業後の就職率が史上最低を記録したということがある。増本は、日本社会にここ数年の間に極端な格差社会があるという見解を示しており、それを象徴する主人公とヒロインの二者の間に恋愛は成立するのか、ということをテーマとして挙げている。
多くの視聴者からの声に応え、2013年4月1日には続編となるスペシャルドラマが放送された。

### 撮影とキャスティング
撮影は2012年6月から開始され、9月11日に終了した。
クランクインの時点で台本は6話分まで完成していた。これは連続ドラマでは比較的珍しいことであり、キャストはストーリーの全体像を先まで見据えて役作りをすることができたという。
小栗は同年6月21日に渋谷の「渋谷ヒカリエホール」で行われた主要キャストによる制作発表記者会見で、日向のキャラクターに通じる人物としてApple創業者のスティーブ・ジョブズを挙げており、制作発表の席でジョブズの言葉を参考にした、「どこかに衝撃を与えられるような作品になれば」という発言をしている。また番組サイトによる「イントロダクション」は、日向と会社起業プロセスが似ている人物の例としてFacebook創業者のマーク・ザッカーバーグを挙げている。ドラマ内では日向がタンデムの可能な大型バイクを乗りこなす場面が登場するため、小栗は大型二輪免許を取得して撮影に臨んでいる。
石原が演じる澤木千尋こと夏井真琴の「真面目で努力家、でも不器用」というキャラクターは、脚本家が石原自身をイメージしたいわゆる「あて書き」（演じる役者のイメージに合わせて脚本を作ること）である。

### ロケ地
主要な舞台となる「NEXT INNOVATION」のオフィスは基本的にフジテレビ湾岸スタジオ内セットであるが、社内の一部撮影は、日本マイクロソフト品川本社オフィスで行われ、会議室の受付フロアや社員食堂などが登場しているほか、美術協力として同社製のキーボードやマウスなどが提供されている。また、社内の空間は一般的企業と異なり、遊び心に溢れたものとなっており、美術スタッフによる日本全国のベンチャー企業への取材を基にしている。外観のロケ地は横浜市内のみなとみらいグランドセントラルタワーで、1F玄関付近や入場ゲートなども撮影されている。
ほかに協力企業にクレジットされているIT企業としては、SNSのMobageを運営するDeNAがMobage関連グッズや画像素材などを提供している。
ロケーションでは東京都内の鳩山会館、真琴の通う東京大学理学部として東京薬科大学などが利用されたほか、東京都以外の首都圏の各地で撮影されているが、設定上は都内として扱われている場面が多数ある。第1話の会社説明会の会場は茨城県つくば市のつくば国際会議場であり、NEXT INNOVATION創業時オフィスの学生会館は神奈川県相模原市の相模女子大学旧第一タチバナ寮である。第4話の杉並区役所のロケ地としては神奈川県大和市役所が使われたが、これは地域のフィルム・コミッションの協力によるものである。
そのほか、第10話にはジュンク堂書店、H&Mなど実在する企業が登場し、店舗がロケ地として使用されたほか、伊豆急行・アルファ・リゾート21、いすみ鉄道・国吉駅（真琴の故郷の高知県土佐清水市以布利駅として）などが使用された。
スペシャル版では、ニューヨークのタイムズスクエア前などでロケが行われている。

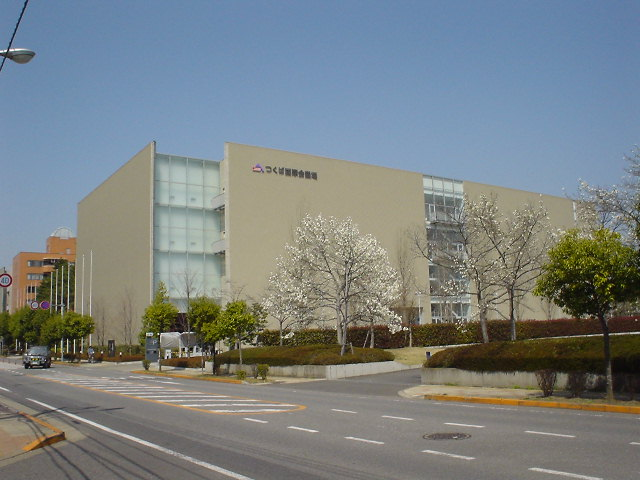
つくば国際会議場（会社説明会会場）
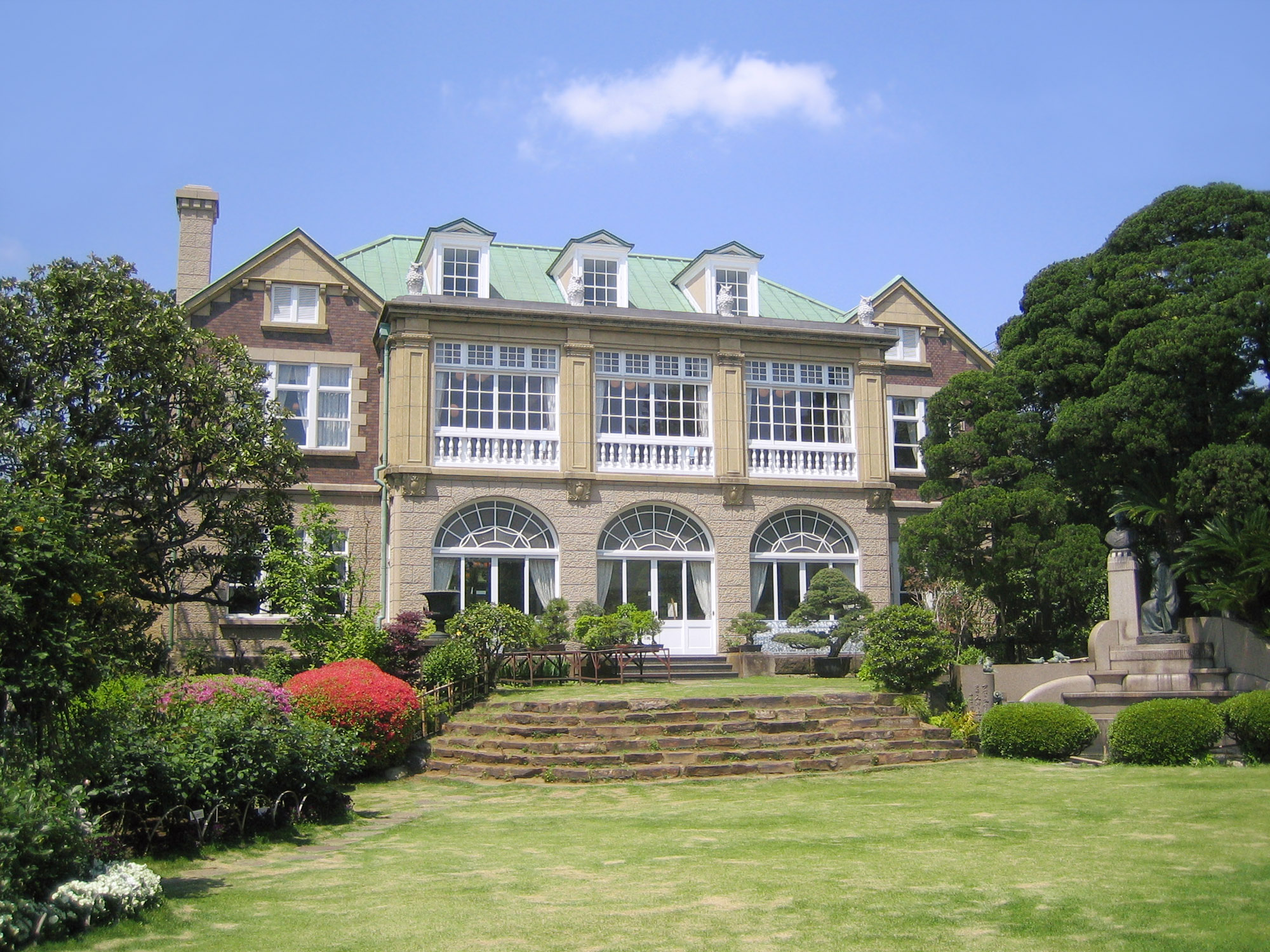
鳩山会館庭園（昼食会会場）
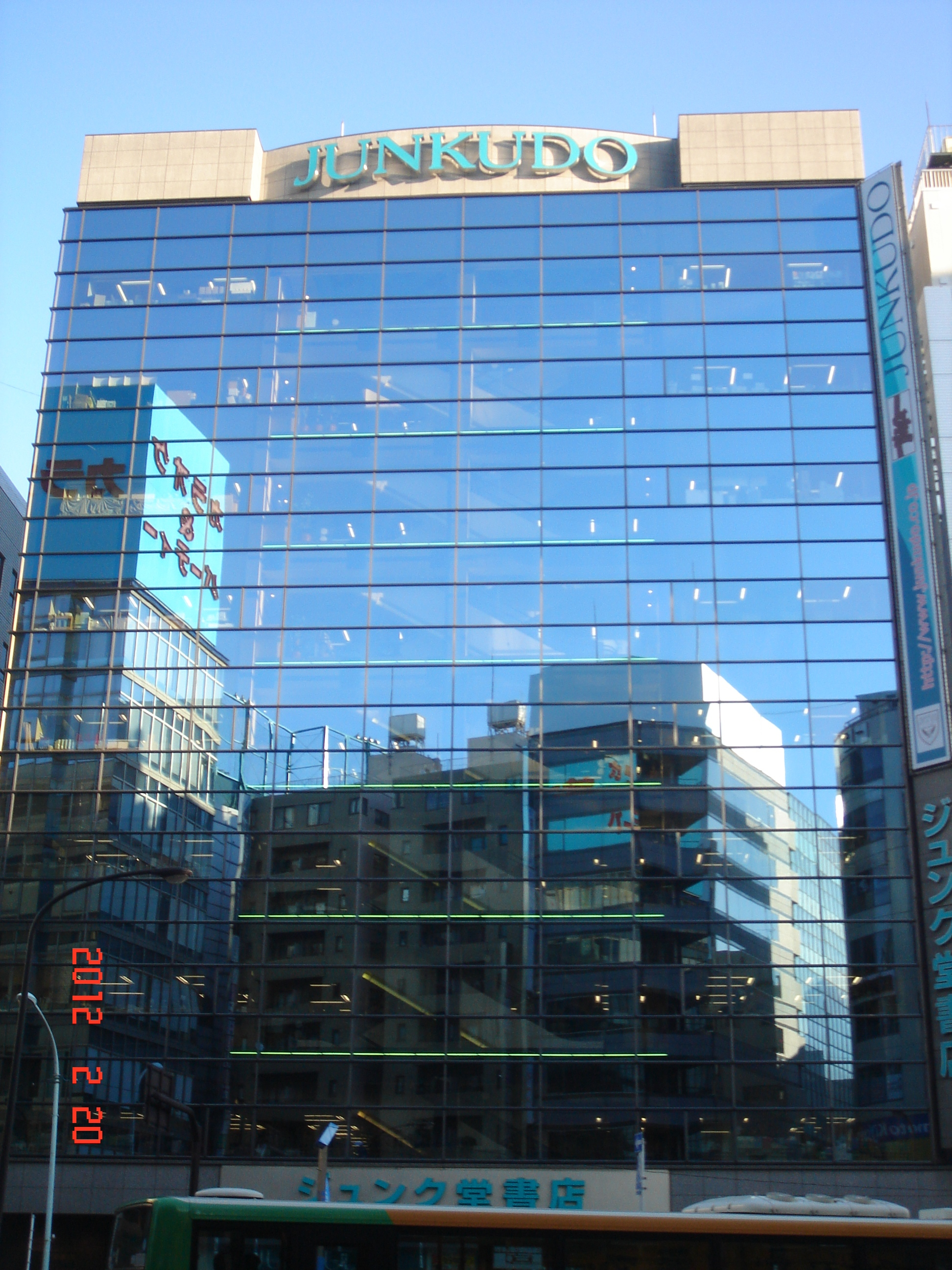
ジュンク堂池袋本店
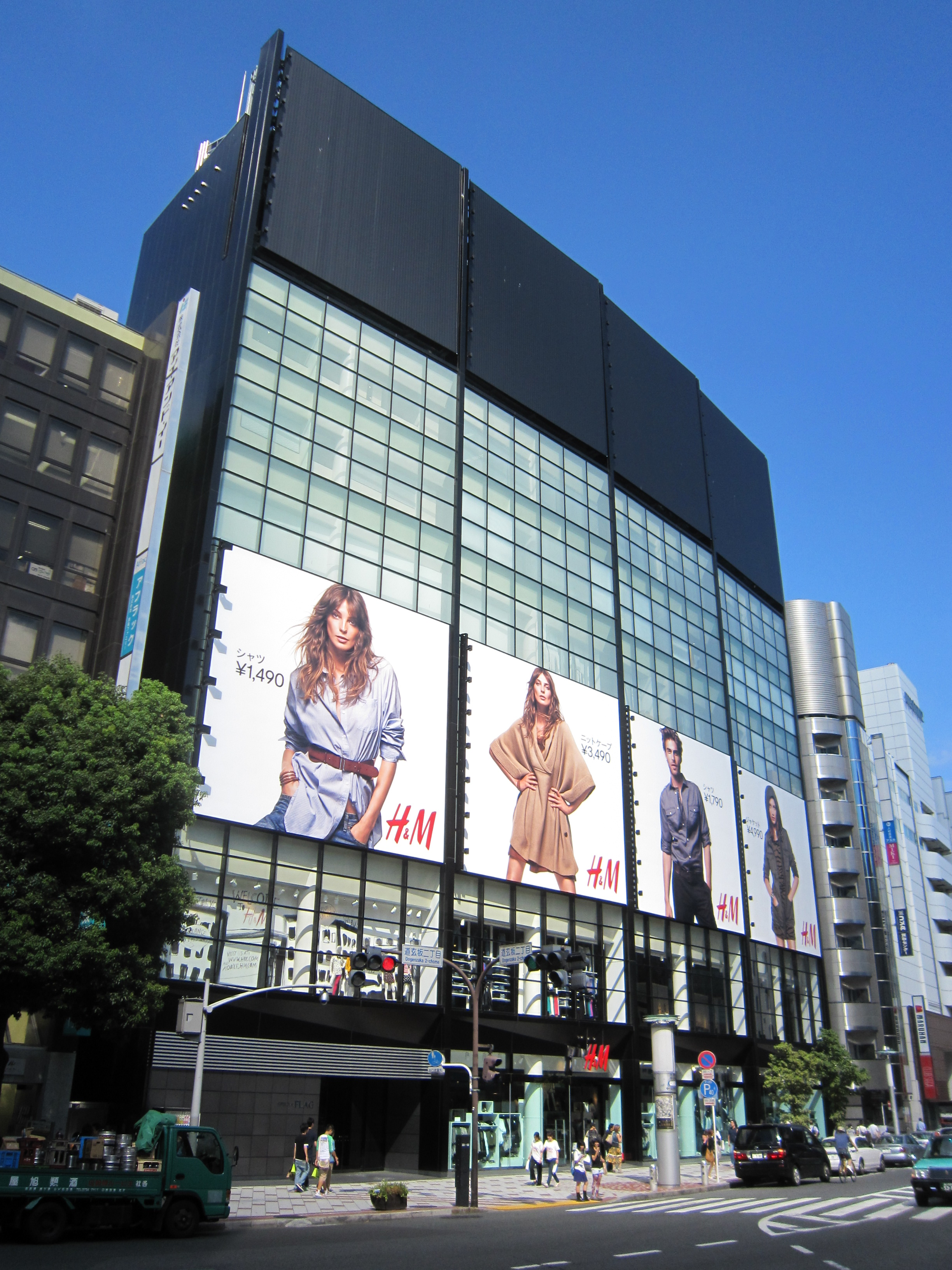
H&M渋谷店
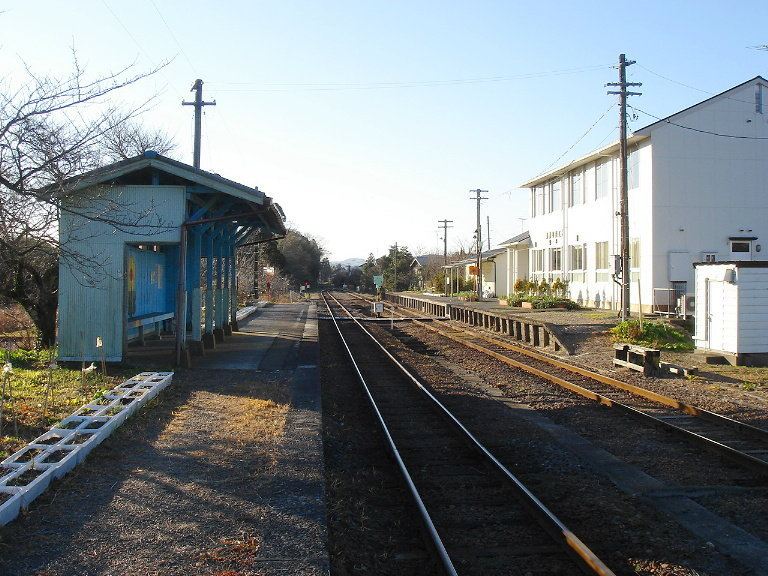
いすみ鉄道国吉駅

## 放送・配信
日本における初回放送は15分拡大放送（21時 - 22時9分）されたほか、第4話はロンドンオリンピック中継の実施のため21時55分 - 22時49分の放送となった。7月27日から8月12日まで行われたこのオリンピック中継の影響で、2012年7月期の連続ドラマは全般的に視聴率競争では厳しい戦いとなったが、本作はスタートから開催中までの間、常に2桁台の視聴率を保持するなど健闘している。
8月29日には、27時5分（翌日3時5分）からフジテレビで、第8話までの30分バージョンダイジェストが放送された。
本作は台湾の緯來日本台でも2012年7月21日（日本での放送12日後）から日本語音声のまま繁体中国語字幕付きで放送された。台湾でのタイトルは『多金社長小資女』。
web上の展開として、フジテレビの有料配信サービス・フジテレビ On Demandにて、放送後の水曜日16時から最新話が配信されている。
この配信では第7話終了時点でスマートフォン向けでの歴代1位の売上を記録しているほか、2011年以降のトップだった『マルモのおきて』を上回って本店配信の売上1位となった。
また、8月22日から、フジテレビ公式YouTubeチャンネルで、「ロマンス編」「ビジネス編」の2種類に編集された第8話までの各話のダイジェストが無料配信された（番組終了後は配信も終了した）。

## あらすじ
日向徹は若くして時価総額3000億円のベンチャーIT企業「NEXT INNOVATION（ネクスト・イノベーション）」（以下、記述上は適宜NIとする）を率いる社長であり、天才と評されるが傍若無人で毀誉褒貶の激しい人物である一方、母に捨てられた心の傷を密かに抱えている。ある日彼は自社の会社説明会で、東大生ながら折からの就職難で内定ゼロの就活生女子と出会う。その名は澤木千尋といい、彼の探している実母と同姓同名であった。日向は彼女を自分が力を入れる戸籍情報管理システム「パーソナルファイル」（以下、PF）の計画にインターンシップとして参加させる。しかし彼女の名は実は偽名であった。彼女は日向の実母の知人で、日向は覚えていなかったが数年前に日向本人と出会っており、彼を実母に会わせてやれなかったことを悔いていた。そのことからつい澤木千尋の名を騙って彼の前に現れたのだが、やがてその素性は日向にばれてしまう。
日向は一旦彼女を解雇するが、彼にとって今まで出会ったことのないタイプの彼女はPF開発への新しい視点を与えてくれるとして、夏井真琴という本名を明らかにさせた上で再度雇い入れる。真琴は日向に惹かれていき、彼の傍で力になりたいと考えるようになる。しかし、真琴がもたらした日向の変化は、彼と固い友情で結ばれていた副社長・朝比奈恒介との関係にひびを入れてしまう。朝比奈は日向を裏切り、元社員の遠野を利用して顧客情報流出事件を起こし会社を危機に陥れ、日向を解雇して社長の座を乗っ取る。真琴はようやく手にした企業研究員の内定を断り、社員にも見捨てられて会社を去る彼にただ一人ついていく。
二人は新会社を設立し、個人資産も失い無気力に陥った日向が真琴の励ましで立ち直った頃、朝比奈は遠野の裏切りにより背任などの罪で逮捕される。日向を慕うNI社員たちを迎えて新会社が次第に成長する中、真琴は困難を乗り越えて人間的にも成長した日向に対し、自分にできることは何もないと考えて彼の傍にいるのが辛くなり、企業研究員の採用を再び受ける。日向は連絡を絶った真琴を心配して探すうちに実母と再会し、長年のわだかまりを解消するとともに真琴への特別な感情を自覚する。しかし日向はその思いを素直に告白できず、二人の関係はすれ違う。
日向は経営危機に陥ったNIを存続させるため同社の社長に復帰し、拘置中の朝比奈とも和解し謝罪を受け入れる。何とか経営危機を乗り切った矢先、真琴が研修のためブラジルに出発することを知った日向は彼女を空港まで追いかけて愛を告白し、自分の仕事であるITの技術で地球の裏側で働くことになる真琴との距離を無くしてみせると約束する。1年9か月後、日向は刑期を終えた朝比奈を迎え、二人の友情は復活する。そしてブラジルから帰国した真琴は、恋人として日向に迎えられる。
スペシャル版『in ニューヨーク』は、連続ドラマ最終話の空港での告白からラストシーンの1年9か月後の間に起こったストーリーで、社会人となり日向と遠距離恋愛中の真琴が一時帰国し、短期間日向と二人で暮らすが生活に対する価値観の違いや仕事との向き合い方で争い、一旦別れを決意するものの再び結ばれるまでを、ニューヨークでの交渉を含めたPFプロジェクトの進捗や朝比奈の復帰の背景を交えて描く。

## 登場人物
「NEXT INNOVATION」社員の肩書の出典は公式サイト、ノベライズ、月刊『ドラマ』収録シナリオ、およびコンテンツの「NEXT INNOVATION」サイトより。読み仮名などの出典は公式サイト相関図と放送やホームメディアで確認できるものである。

### 主要人物
日向 徹（ひゅうが とおる）〈29〉
演 - 小栗旬（幼少期：真部晟凪）
「NEXT INNOVATION」代表取締役社長。最終学歴は高校中退。個人サイトの運営から始まり、2004年に朝比奈とともに設立した同社の携帯ゲーム事業で成功を収め、日本最大のSNSを運営する大企業に育て上げる。社長としては徹底した実力主義の経営を行い、社員の創造性を引き出すためレクリエーション設備の充実したオフィスを作りあげる反面、プログラマーは3か月毎に契約更新し、利益を上げられない者には更新日に日向からただ1行だけの解雇メールを送る（社員の間では「デスメール」と呼ばれている）。
天才的なプログラマーであり、聴衆を引き付ける魅力的なプレゼンテーションができるカリスマ性の持ち主として賞賛を浴びる一方、傍若無人、人間不信で無意識に他人をバカにして傷つける言動をする傾向があり、変人扱いする者もいる。また、心因性認識不全症候群を患い、一度に人の顔や名前を覚えることが出来ない。このため、第3話で真琴が回想する土佐清水での彼女との出会いは覚えていなかった。
インテリアや食べ物に対するこだわりが強く、自宅の家具を買い揃えるのに長期間迷ったり、偏食であったりする。嫌いな食べ物は、トマト。左利きである。なお、番組の宣伝ポスターなどでは「オレのプログラムに、ない女。」というキャッチコピーが使用されたが、作中での一人称は一貫して「僕」である。
6歳で施設に預けられてその後養子に出され、養父母に育てられた。対外的には実の両親の顔も名も覚えておらず関心も無いと語るが、実際は真琴の実家のある町へ実母を探しにきたことがある。物語の初め頃はたびたびSNS上でその名を検索し、澤木千尋のアカウントを発見しているが連絡は取れていない。母に捨てられて以来、心の中に壁を作っており、真琴に出会うまでは朝比奈が唯一心を許せる存在だった。
出会った当初、自分とは全くタイプが異なる千尋（真琴）を「使えない奴」だと見なしていたが、徐々に興味を示していくようになる。
第6話より始まった朝比奈の社内クーデターでNIを追われたあとは真琴と新会社を設立、のちに安岡らが加わって社名を「WONDER WALL（ワンダー・ウォール）」（以下、WW）とし、核となる信念は曲げずに大手会社の下請け・孫請けの仕事をこなしていく決意をするが、朝比奈の居場所を残したい気持から最終話でNIの代表取締役に復帰する。
夏井 真琴（なつい まこと） / 澤木 千尋（さわき ちひろ）〈23〉
演 - 石原さとみ
東京大学理学部4年生。堅実で努力家。要領が悪くあがり症であるが、記憶力には非常に長けており、電話帳並みの厚さの資料を一晩で丸暗記できるほどである。東大には浪人の末入学している。
就職活動がうまくいかず全敗記録を更新していた最中、「NEXT INNOVATION」の会社説明会で日向と対話した際、昔出会った時の因縁から思わず日向の実母・澤木千尋の名を語ってしまい、彼にばれるまでその名のままNIでインターンシップとして働いていた。偽名を名乗る以外は全く普通の家庭の娘であり、高知県土佐清水市で民宿を経営する実家に両親と兄がいる。
当初は突然現れて日向に優遇されているように見えたため事実を知らない社員たちの間で「クラウドの神」などと呼ばれるが、第2話で学生と分かってからはプロジェクトのかたわら社内の雑用などをこなしている。本名を明かした後のNIでの肩書は「ユニバーサルデザイン部 主任」（ただし部署のスタッフは真琴一人だけ）である。
第8話でインターンシップ終了後、NIの採用、大手企業エステル製薬の研究所の採用を断り、そばで日向を支えていく。しかし、社長として以前より成長していく日向を見て、自分にはもう何もできないと考えて彼に対する恋心に苦悩するようになり、エステル製薬の研究所でバイトを始め、そのまま社員になることを決意する。物語終盤ではブラジルの研究所でiPS細胞関連の研究に携わっている。スペシャル版ではエステル製薬がアメリカの大手製薬会社ラングレンラボに買収されたことに伴いボストン勤務になる。
朝比奈 燿子（あさひな ようこ）〈25〉
演 - 相武紗季
恒介の妹。「NEXT INNOVATION」が入るビル・TCP TOWER1階に新しく出来たレストラン「Eclat Noble（エクラ・ノーブル）」のチーフ・シェフを任される。開店のために日本国外から帰国して、兄の恒介と彼の住むマンションで同居している。
高校中退後、調理専門学校に進学する。その後カリフォルニアの調理学校で料理の腕を磨き、世界から認められる料理人に成長を遂げて日本に帰国したが、厨房の男社会の中では若くて女であるゆえに部下たちからの嫉妬を受け苦労している。また、店が料理評論やイマつぶなどで酷評され、客足が遠のいていることに悩んでいる。
日向とは9年前に夜行列車で出会い、その場で意気投合し、1年後に再会する約束をしていた。その思い出から彼の好物のオムライスをレストランのオープニングパーティの目玉料理にしたこともある。日向に名前を覚えてもらえないことに苛立ちを見せていたが、事情を知ってから、彼との再会を運命と感じて積極的なアタックをする。
やがて兄の日向に対する仕打ちを知って同居する部屋を出ていき、「嫌いだった」と言い捨てるなど敵意を露わにするが、日向を傷つけてしまい自己嫌悪に陥ったときには兄の元を訪れて泣くなど妹らしい甘えを見せていた。また、逮捕後の兄を心配している。日向の真琴への思いの強さを知ってからは恋に関しては身を引き、彼らが結ばれるように心を砕いている。
兄の逮捕の影響で店にマスコミが押しかけ騒ぎになってしまい、最終話でセカンドシェフに降格したが、新たにチーフとなった乃木との関係は以前より良好になっている。スペシャル版では自分の店を持つ目標のため休日に別のレストランでアルバイトをしており、それを心配する乃木が自分に惚れているのを自覚している。
朝比奈 恒介（あさひな こうすけ）〈36〉
演 - 井浦新
「NEXT INNOVATION」取締役執行役員・副社長。燿子の兄。東京大学経済学部経営学科卒業後、大手通信事業会社に在職中に日向と出会い、彼の才能に可能性を感じて、共同で出資しNIを立ち上げた。
一対一で話をする時は、日向を下の名前で「徹」と呼ぶことがある。日向とは反対に穏やかな性格だが、互いを補い合う関係として彼とは深い信頼関係にあり、社員からの人望も厚い。しかし温厚なイメージの反面、解雇した社員を適当にあしらうしたたかさも持っている。
大手企業との提携で対立した際の日向の言葉をきっかけに密かに憎しみを募らせ、彼を陥れる計画を進めていく。遠野の会社の社外取締役に就任し、独立した坂口の会社から人材を引き抜くなどの妨害も行っている。その後遠野のリークにより個人情報保護法違反、インサイダー取引、特別背任罪などの容疑で逮捕され、東京拘置所に勾留される。日向や家族との面会を拒否していたが、日向が社長に復帰したことを知って彼と面会し、謝罪する。
その後、真琴とのことでアドバイスを求めてきた日向に真琴が言ったことの真意を教えるなど、以前のような関係に戻っていたが、スペシャル版では模範囚として服役・出所したあと、燿子らとも連絡を絶ってサーバ保守会社で働いていた。日向や真琴との再会後、変わることを恐れず「ふてぶてしく生きる」決意をしてNIに復帰する。
物語の早い時点で千尋（真琴）が偽名を使っていることを知るがそれを周囲には知らせず、しかし密かに彼女の素性を調査し続けながら、しばらくの間秘密を共有する。第6話で真琴に対する恋愛感情を告白したが、彼女にはからかわれていると思われ本気にされなかった。しかし最終話では社内クーデターを起こした背景は日向との関係をめぐって真琴に嫉妬したからとも発言しており、この告白が本心からの行動だったかどうかは、ドラマ上でははっきりと描かれていない。

### NEXT INNOVATION
安岡 倫哉（やすおか みちや）〈25〉
演 - 浅利陽介
日向のスケジュール管理などを行う日向の専属秘書的存在。日向に全く名前を覚えてもらえないため、Tシャツに名前を書いたりとあの手この手で覚えてもらおうと努力している。日向が会社を去るときにようやく正確な名前を呼んでもらえるが、直後に日向の新会社への誘いを断ることになる悲痛なシチュエーションだった。しかしのちに、日向が起こした新会社WWの一員に加わり、日向のNI復帰後は彼に替わり社長に就任した。最終話で立石リサとの結婚が写真で示され、スペシャル版では二人の結婚式が描かれた。
小川 智史（おがわ さとし）〈39〉
演 - 中村靖日
プログラミングする際のバグ取りが最も得意なチーフプログラマー。日向から誘われた新会社の話を断ったが、改良PFシステムに仕込まれたイースターエッグから日向のメッセージに気付き、彼の作るインタフェースの素晴らしさを再認識させられ、新会社WWの一員に加わる。
細木 理一（ほそき りいち）
演 - 植木紀世彦
プログラムを構成する中で、カラーセンスに秀でているチーフプログラマー。同じく日向に新会社へ誘われるが、断ってしまう。その後、小川らと同様に日向のメッセージに気付き、新会社WWの一員となる。
宮前 朋華（みやまえ ともか）〈28〉
演 - 八木のぞみ
社内では朝比奈らの秘書的な役割を担う。英語が堪能で海外出張にも同行。
立石 リサ（たていし リサ）〈23〉
演 - 舞川あいく
秘書。小悪魔的な美貌で取引会社の男性社員を魅了する。WW設立後は彼らとNIの間を繋ぎ、以前から好意を持たれていた安岡と結婚した。
吉田 一雄
演 - 鹿内大嗣
チームリーダー。チームでプロジェクトを計画し、各チームの売り上げ状況が個人の給与に反映される。
山上 芳行（やまがみ よしゆき）〈50〉
演 - 佐野史郎
取締役執行役員・投資育成事業本部長。経理担当。株式上場の際のやり取りが縁で朝比奈からヘッドハンティングされ、収入が安定した堅実な大手企業「山手証券」からベンチャー企業のNIに転職する。コンピュータ関係の知識は乏しいが、長年経理のプロとして従事してきた実績がある。
社長から無理難題を言われたり、また意見したことも流されることも多く辟易しているが、実力は認めているので最終的には力を貸している。若い世代の日向と朝比奈が考える、壮大な夢物語のような事業計画に巻き込まれることを内心楽しんでいた。
その他の社員
NIサイトでは役名は特に設定されず、演者の芸名または本名そのままで紹介されている。
- プログラマー - 田邊俊喜
- ゲームクリエイター - 藤井正鷹
- ディレクター - 練苧弘晃
- ベンチャーキャピタリスト - 大津尋葵
- デザイナー - 野口卓磨
- デザイナー - 三箇一稔
- プロデューサー - 近藤芽衣
- 受付 - 西原亜美
- WEBデザイナー - 戸田ゆき
- アカウントプランナー - 我謝レイラニ

### 東京大学
小野 遙香（おの はるか）〈22〉
演 - 野村麻純
理学部4年生。真琴の親友。お節介で姉御肌な性格。膨大なレポートや就職活動に忙しい中、1社も内定をもらえず落ち込んでいる真琴を励まし、日向との付き合いについてもアドバイスする。
久賀 友紀（くが ともき）〈22〉
演 - 古川雄輝
理学部4年生。真琴と同じゼミに所属。真琴らとランチやおしゃべりをしてお互いの悩みを打ち明け、親交を深めている。

### 真琴の家族
夏井 歌子（なつい うたこ）
演 - 鷲尾真知子
真琴の母親。夫婦で釣り船の民宿を経営している。気前がよく、お客さんに料理を大盤振る舞いする。
夏井 真二郎（なつい しんじろう）
演 - 螢雪次朗
真琴の父親。無口な性格。怪我で漁師を引退する。
夏井 真一（なつい しんいち）
演 - 夙川アトム
真琴の兄。低所得ながらお金を工面し、妹に小遣いを渡す。

### その他
乃木 湧太（のぎ ゆうた）〈37〉
演 - 丸山智己
燿子の部下。「Eclat Noble」シェフ。料理人としてのキャリアはチーフの燿子より長く、その部下に甘んじることへの嫉妬から、彼女にたびたび嫌味を言い、その嫌がらせはわざと体をぶつけるなどの実力行使に発展する。しかし、燿子が店の売上回復のために乃木に頭を下げてまで料理教室を開き、成功させてからは、相変わらず憎まれ口は叩いているが、以前に比べて積極的に協力している。燿子が兄の逮捕後、店に押しかけてくるマスコミに悩まされているのを心配し、ほとぼりが冷めるまで休むよう促す。最終話ではチーフシェフに就任した。
笛木 匡正（ふえき ただまさ）〈60〉
演 - 中原丈雄
禅寺の僧。日向の良き相談相手で、母についてのエピソードなども知っている。日向からは寺に多額のお布施をもらっている。日向が母に捨てられて以来、心を許せる人が朝比奈だけだったと真琴に語り、彼女に「彼の“壁”を壊してやってほしい」と頼む。

### ゲスト

#### 複数回登場ゲスト
藤川 真沙子（ふじかわ まさこ）
演 - 大地真央（特別出演）（第1 - 2・9話）
総務省事務次官。膨大な報告書を提出するよう命じることから「宿題女」と呼ばれる、日向が苦手とするタイプの女性で、NIのPF計画の壁となって立ちはだかっていたため、日向は同じ東大出身の女性で彼女に似た真面目な性格の千尋（真琴）を対応させ、気に入られるよう計画した。
過去、社会保険庁に在籍していたときに年金が消えるという問題が発生し、今でもその失態を鮮明に覚えており、罪悪感に苛まれている。日向と同じく「人々の生活を良くしたい」という信念を持っており、PFの開発を通じて彼の才能を高く買うようになる。
坂口 哲也（さかぐち てつや）〈23〉
演 - 中野裕太（第3・10話 / 第7話［声のみ］）
「NEXT INNOVATION」社員。会社のホープとされていたプログラマーで、上昇志向が強く傲慢な振る舞いをすることもあったが、実は学生の頃開発したゲーム以来目立った業績を上げていない「一発屋」。日向からの「デスメール」により解雇され、朝比奈に辛辣な言葉をぶつける。しかし解雇後も実は日向を尊敬しており彼の評価を心から求めていた。その後、新しく作ったゲームを日向に認められ、彼の出資により新会社を興す。
朝比奈の裏切りの計画が動き出して以降、プログラマーを遠野の会社に引き抜かれる妨害を受け、そのことを日向に報告する。のちにNIに日向が復帰する際、彼に請われてWWに出資し、残された安岡らに発破をかける。
澤木 千尋
演 - 萬田久子（第3・10話）
定食屋を営む女将。日向の実母。真琴の実家の近くに店があり、大学に落ちた真琴の良き相談相手になる。過去に息子を捨てたと語り、一生会わないでおく決意をしている。日向が訪ねてきたことを真琴が知らせても、会うことを拒んだ。
日向が燿子とともに定食屋を訪れた時も名乗ることはなかったが、日向の好物のオムライスを勧め、初対面のはずの左利きの彼にあわせてスプーンを置いている。また、日向をテレビで見たと話し、こんな息子がいれば母親は自慢に思うだろうという趣旨のことを語っている。
遠野 秋洋（とおの あきひろ）〈29〉
演 - 綾野剛（第5 - 6・10話）
NIの元社員。創業メンバーの日向と朝比奈に続く3人目の社員でプログラマーとしても優秀だったが、実は日向たちとの価値観の相違から疎外感を抱いていた。退職後は父親が経営する遠野貿易の副社長をしていたが、経営は上手くいかず金に困り、退職時に盗んだユーザーの個人情報を元に朝比奈から金を脅し取ろうとする。しかし朝比奈に反撃されて共闘関係となり、日向を陥れる嘘の出資話を持ちかける。やがて東京地検に朝比奈の犯罪をリークするが、その真意は日向と朝比奈の二人に一度でいいから「凄い奴」と認められたい思いからだった。ロリポップやチューインガムなどをよく口にする。
伊藤 正敏（いとう まさとし）
演 - 岩寺真志（第8 - 9話）
大手通信会社「JIテック」役員。「パーソナルファイル」事業を「NEXT INNOVATION」と共同で行うことを発表する記者会見に同席する。
刑務官
演 - ベンガル（第10 - 最終話）
東京拘置所の刑務官。人当たりが良く、朝比奈が自殺するのではないかと気遣い、『天才バカボン』の漫画を差し入れする。
宇田川 昇（うだがわ のぼる）
演 - 石坂浩二（最終話・スペシャル）
「JIテック」社長。日向の大胆な交渉に条件付きでOKを出し、契約調印式の後、日向に企業生存率の話をして、経営の厳しさを説きつつも励ましの言葉をかける。

#### 単発ゲスト
山脇 勝（やまわき まさる）
演 - 小浜正寛（第1話）
情報振興事業部統括局長コモンキャリア窓口担当。経済産業省の会合で日向と知り合う。
田中 好人
演 - 村上大樹（第3話）
「NEXT INNOVATION」社員。人がよく、楽天家。「デスメール」で解雇処分になったが、朝比奈の計らいで待遇の良い再就職先を斡旋して貰い、感謝して会社を去る。妻帯者で子供がいる。
青山 誠人（あおやま まこと）
演 - 片岡鶴太郎（第5話）
「solerisa corporation」代表。高名な工業デザイナーであったが突然引退宣言し、現在は故郷の岡山県で農業を営む。高品質で高価なトマトのブランド「QUERI TOMATE」のインターネット販売で成功を収めているが、地元では必ずしも全ての村人に受け入れられている訳ではない。「マコト会」という「まこと」の名前を持つ人々のコミュニティサイトで真琴と以前から知り合いであった。NIの実験に協力し、壁に突き当たって焦る日向を、ものづくりに携わる先輩として温かく見守る。
酒井 貴宏（さかい たかひろ）
演 - 菅田将暉（第6話）
NI株主。金髪にTシャツ姿の青年。無職で金に困っていた時に、勧められてNIに投資し、当初は利益目当てであったが日向のビジョンに強く共感するようになっていた。しかし、個人情報流出騒動でパーソナルファイルの計画が頓挫すると、世の中が何も変わらないままだと失望する。投資金額は200万と他の株主に比べれば僅かであるため、他の株主にバカにされ、野次を浴びながらこれらの思いを総会で日向に伝える。日向はそれに応えて酒井の名を忘れないと言い、パーソナルファイルを必ず成功させると約束するが、その直後に日向は他の株主に土産の菓子をぶつけられ罵声を浴びせられる屈辱を味わう。
警備員
演 - 不破万作（第8話）
NIが入るビルの警備員。日向が解雇後、送別会出席のため訪問者扱いで受付に来たときに、初めて言葉を交わした。
松永 秀人（まつなが ひでと）
演 - 山本栄治（アンバランス / 第10話）
「ジュンク堂書店」宣伝統括本部長。

## 作品の評価

### 受賞
放送途中の9月14日に発売された雑誌『オリ★スタ』の「ドラマ☆AWARD2012夏」で、「オリスタGIRLS1000人が選んだ好きな夏ドラマ」第1位に選ばれた。恋愛ものと同時に現代の企業をリアルに描いた点、展開のテンポの良さ、「毎回、ある謎が登場し、その回のうちに解決してはまた次の謎が……という展開」「ドラマの連続性を生かしたストーリー」などが評価されている。
日刊スポーツ・ドラマグランプリ・2012年夏ドラマ選考では、小栗旬が主演男優賞、石原さとみが助演女優賞を受賞し2部門を制したほか、助演男優賞の3位に井浦新、作品賞でも2位となった。
第74回ザテレビジョンドラマアカデミー賞（2012年11月発表）では、主演男優賞に小栗旬、助演女優賞に石原さとみが選ばれたほか、作品賞で3位、助演男優賞で井浦新が3位、ドラマソング賞で「ヒカリヘ」が2位となっている。

### ソーシャルメディアの反響
インスタントメッセンジャーによるSNSサービス「LINE」の石原さとみ公式アカウントあてのメッセージとして、最終回放送前日の「最終回予想」に12万件、「最終回直後の感想」に約16万件が寄せられた。

### 評論家による評価
本作に関しては、恋愛ドラマの陰にアイデンティティを巡る問題を描いているという複数の指摘がある。早稲田大学文化構想学部教授（テレビドラマ研究）の岡室美奈子は、一見シンデレラ・ストーリー風ながら、偽名を名乗るヒロインや、実の母を知らず戸籍管理のシステムを作って母を探し求める主人公など、主要人物は自分自身がよく分からない者たちとして設定されており、古典的な「自分探し」のテーマを現代のバーチャルな時代の中で追及する物語であると分析した。そして同時期放送で同じく戸籍問題をテーマとした『息もできない夏』のアプローチがストレートであることと対比し、さまざまな要素の複合的な絡まりの向こうに深いテーマが見えてくる仕掛けがあり、恋愛も要素の一つとしてほどよいさじ加減で含まれていると評価した。
また、ライターの木俣冬は、当初のヒロインの名「千尋」からアニメ映画『千と千尋の神隠し』を連想し、本作の「名前を覚えられない」主人公の設定と同アニメの名前を奪われて湯屋で働くキャラクターたちが登場する物語の構造などに共通性を見出し、やはりアイデンティティの問題を描いているとした。そして「社会の中で便宜上分たれた、リッチとプア、男（日向）と女（真琴）などのカテゴリーを有機的につなげていくことを描いている」、確かなつながりの見えない時代の「さみしい狭間をさまようニッポン人を鮮やかに描いた作品」であると評した。
評論家の宇野常寛とライターの成馬零一の対談では、フジテレビの月9枠という、「面白い作品を作るのと同時に、皆に観てもらえる作品でなければならない」ドラマ枠が試行錯誤の末に見出した新しい恋愛ドラマとして評価されている。この対談では、ここ数年のフジテレビのドラマでは、フジテレビヤングシナリオ大賞出身の脚本家や若手俳優を積極的に起用して、新人を育てようという明確な姿勢があるという流れとともに本作も評価されている。また、トレンディドラマ以降のフジテレビの恋愛ドラマが失ってきた「社会」との接点が、仕事というもう一つのテーマを魅力的に描いたことで取り入れられ、これをバランスよく配したことで恋愛の部分も輝いたと評価している。そして、主人公カップルの恋愛ドラマを盛り上げる「当て馬」の役割が女性のライバルである燿子ではなく、男性の朝比奈であり、主人公の日向を皆で取り合うという構造に制作陣のボーイズラブ的センスを見出している。この背景には、恋愛ドラマの訴求力が低下したゼロ年代のトレンドであった友情ドラマがあり、月9枠として恋愛ドラマを回復するならばもはや同性のライバルではヒロインの当て馬にならず、友情と恋愛の中間である朝比奈と日向の関係を対立構造にして構成し、ゼロ年代的なものをなかったことにせず新しい恋愛ドラマをつくりだしたという点でも重要な作品であったと結論付けられている。

## スタッフ
- 脚本 - 安達奈緒子
- 演出 - 西浦正記、田中亮
- 演出補 - 品田俊介、楢木野礼、蔵内彩季子、安川徳寛、酒見顕守、阿部博之、上田迅、迫本竜治郎、松嵜由衣
- 音楽 - 林ゆうき
- 主題歌音楽 - Naoki-T
- 音響効果 - 上田真理香
- 視覚効果 - 江崎公光
- 画像システム - 岡本喜典
- VFXプロデュース - 冨士川祐輔
- タイトルロゴ - 海老沢正敏
- タイトルバック - 三塚篤、釼持吉秀
- VTR - 宮入俊彰
- 予告編集 - 尾形竜太、高橋努
- 生命科学監修 - 高鳥直士（首都大学東京生命科学コース発生プログラム研究室助教）
- 方言指導 - 杉本泰郷、馬場まさお
- 書道監修 - 江島史織
- 美術・撮影協力 - 日本マイクロソフト / ジュンク堂池袋本店、H&M（第10話）
- プロデュース - 増本淳、関口大輔
- プロデュース補 - 見戸夏美、松浦朋子、足立鮎美、川添志穂
- 制作著作 - フジテレビ

以上、出典：

## 主題歌・挿入歌
主題歌「ヒカリヘ」（ソニー・ミュージックレコーズ）は、miwaによる楽曲である。この作品は書き下ろしによるもので、miwaはドラマの台本を読んだ上で作詞作曲している。また、この作品ではそれまでの彼女の曲にない4つ打ちのダンスエレクトロサウンドに挑戦した。編曲とプロデュースはNaoki-Tによる。
製作にあたって増本プロデューサーは、「前向きで疾走感のある楽曲でドラマを盛り上げたい」と考え依頼したと述べ、またmiwaが制作当時、就活中のヒロインと同じく現役の大学4年生であったことから、「ヒロインの気持ちを我々よりも近いところで感じて、詩に投影してくださいました」とコメントしている。
同曲はシングルがオリコンチャート最高4位をはじめ、単独楽曲の配信においてもレコチョクでの4部門1位、着うた月間ランキングの2か月連続1位など、配信開始後長期間にわたって高い支持を集め、ロングランヒットと評価された。
挿入歌となった「Napa」「HiKARiE Remix 〜English version〜」（「ヒカリヘ」の英語詞版）も同じくmiwaによるもので、「ヒカリヘ」にカップリング曲として収録された。
なお、本編初回放送開始前の期間におけるCM、番宣などには、ケイティ・ペリーの「パート・オブ・ミー」が使われていた。本編放送時には一度も流れていない。
スペシャル版では挿入歌としてmiwaの新曲「Delight」が制作、使用された。この曲もレコチョクの着うたランキング2013年4月2日付で1位を獲得している。同年5月22日に発売のアルバム『Delight』に収録された。

## エピソードリスト
| 話数 | エピソードタイトル                          | 初回放送日    | 演出     | 視聴率 |
| --- | ------------------------------------------- | ------------- | -------- | ------ |
| 第1話 | 資産250億の男と就職難民女の最低最悪の出会い | 2012年7月09日 | 西浦正記 | 13.9%  |
| 学生会館の一室からスタートしたIT企業「NEXT INNOVATION」(以下、NI)は、国が推進する共通番号制度の導入に先駆け、戸籍をインターネット上で管理するシステム「パーソナルファイル」(以下、PF)を計画する。 その若き社長・日向徹は、自社の会社説明会に訪れた女子東大生がこれまでに内定を一つも得ていないことを理由に無能だと罵るが、反発して食ってかかってきたその学生の名が澤木千尋だと聞かされ、自分の探している実の母親と同姓同名であることを知る。後日、日向はPFのプロジェクト成功に向けて総務省の女性事務次官・藤川に「気に入られるため」と称し、千尋を呼び出してプロジェクトの資料を覚えさせ、彼女に高級ブランドの服を見立てて総務省との昼食会に同席させる。会合は成功したが、千尋は藤川の触れられたくない過去を話してしまい、日向に責められる。副社長の朝比奈は泣きだした千尋を気遣い食事に誘うが、その途上、二人きりの車中で「澤木千尋」の名が偽名だと指摘し、名を隠した真意を問う。 |                                             |               |          |        |
| 第2話 | 動き始めた運命 嘘つきは恋の始まり           | 7月16日       | 西浦正記 | 11.3%  |
| 千尋は朝比奈に対し偽名を使っていることを認めるが、藤川が千尋を気に入っていることもあり、偽名のままPFプロジェクトに契約社員として雇われながら並行して就職活動を続け、朝比奈も彼女の立場をそのまま見守り続ける。日向は千尋に対しては大いにバカにしていたが、調子を狂わされると感じながらも母と同じ名の彼女が気になり、失うのが惜しいという心理を知人の僧・笛木にだけ語っていた。だが、千尋が学生であることを隠していたことがほどなく藤川に知られてしまい、NIは総務省との会合に出入りを禁じられてしまう。しかし、内定が決まっていた会社の最終面接を諦めてまで連日藤川に謝罪を続けた千尋と、圧倒的に優れた社会保障システムのプログラムを見せた日向の交渉によって藤川の心をつかんだNIは復帰を許され、千尋は引き続きインターンシップとしてプロジェクトに関わることになる。 |                                             |               |          |        |
| 第3話 | 明かされた過去…。恋が壊れるとき             | 7月23日       | 田中亮   | 13.1%  |
| NIではプログラマーが「デスメール」と呼ばれるメール1本で解雇され、千尋は日向のやり方を悪趣味と批判する。千尋は友人の遙香に日向と過去に知り合った思い出について打ち明ける。千尋が高校生の頃、日向は千尋の住む田舎町を訪れ、母を探しに来ていたが、その人が実は千尋の知人であることを伝えられないまま、彼は町を去っていた。また、朝比奈の妹・燿子は日向への恋を自覚し、千尋も彼に恋をしていると見抜いてライバル宣言をする。千尋は解雇された坂口と日向の間を取り次ぎ、日向は坂口の資質を見抜いて新会社を設立させる。朝比奈はその様子に複雑な表情を見せる。その後、偽名の件をなかなか言い出せないでいた千尋は、酔った勢いで不用意にそのことを告白してしまう。 |                                             |               |          |        |
| 第4話 | キスでよみがえる、忘れられた恋              | 7月30日       | 田中亮   | 11.8%  |
| 開発陣によるPFのシステムの出来に不満を抱いた日向は、自らの手でプログラムを組み始めていた。一方、偽名の件で怒りを買い日向に解雇された千尋は、彼に詫びるためPF開発に役立つことをしようと、役所の業務や共通番号制度に関するアンケートを取っていたところ、不審者と誤解を受けた挙句警察署に連行されてしまい、日向に迎えに来てもらう羽目になる。日向は開発中のシステムを千尋に見せているうちに、ユーザーの目線でシンプルなインターフェースにすべきだということに気付き一から作り直す。そんな彼に千尋はこっそりと日向の母が暮らしている住所を教える。日向はまた改めて彼女を採用し、千尋は夏井真琴という本名をNIスタッフたちに明らかにする。 同時に朝比奈はNIを一流企業にしたいという考えから大手通信会社「JIテック」との提携を進めていたが、日向はそれを一蹴する。また、日向が真琴と共に開発した新しいインターフェースに対しても、朝比奈は以前の物を支持して見解が食い違う。日向は朝比奈に失望したと口にし、朝比奈は愕然とする。 ある夜、燿子は日向に出会った時の話をして、そのとき二人が意気投合したことと再び会う約束をしたことを語る。燿子は日向にキスをし、真琴は偶然そんな二人の姿を見かけてしまう。 |                                             |               |          |        |
| 第5話 | あなたを支えたい…二人で迎えた朝             | 8月06日       | 西浦正記 | 10.2%  |
| 日向と燿子の接近に真琴がうろたえる中、PFの実証実験を、真琴の知人でもある青山が農業を営む村で行うことになった。日向は真琴と小川を伴って農村での実験を始めるが、老人の多い村人たちはITに疎くパソコンを触ることすら抵抗があり、思うようにいかない上にライバルのJIテックの開発が順調に進んでいるというニュースが飛び込んでくるなど、苦境に陥る。日向を心配する真琴は、青山の言葉を受けて彼を励まし、日向は再び前向きにPF開発を進めていく。真琴は日向を傍で支えたいと思うようになっていた。しかし、その裏で朝比奈は日向を陥れるべく罠を仕掛ける。NIユーザーの個人情報を盾に強請りを働いてきた元社員の遠野に階段から突き落とされた朝比奈は、自ら足に大怪我をさせて遠野を傷害罪で告訴すると逆に脅し、彼を利用して日向が自分の株の一部を手放すよう追い込んだのである。さらに、約500万人のユーザーの個人情報が流出、日向は窮地に立たされる。 |                                             |               |          |        |
| 第6話 | 消えた三千億円!そのとき君はいない…          | 8月13日       | 田中亮   | 08.9%  |
| 流出騒動によりNIの株価は下がり続けるが、内部に疑わしい人物は見当たらない。プロジェクトも進められず、真琴は対策のために動きたいと希望したものの、契約期間が残り少ないため対策チームからも外されてしまう。 一方、個人情報を遠野に流出させた張本人である朝比奈は、暴落したNIの株を買いしめるよう何者かに指示していた。そんな中開かれた株主総会は、株主たちの怒号が飛び紛糾の幕切れとなった。朝比奈は日向を強く責め立て、PFの計画は母親を探すのが目的だったのだろうと指摘する。日向は真琴に、母の件はきっかけに過ぎないが、生きているかどうかさえ分かればよかったのだと語る。 自宅で落ち込んでいた日向は、以前「へこんだ時はいつでも呼んでください」と言ってくれた真琴の携帯に電話をかけてみるが、応答はない。その頃、朝比奈は真琴に日向への思いを問い詰め、彼女への好意を告白していた。そのとき日向のもとに燿子が訪れ、彼に好きだと迫る。真琴からの折り返しの着信に気付かないまま、二人は抱き合う。 |                                             |               |          |        |
| 第7話 | 社長交代…!? さようなら愛しき人              | 8月20日       | 西浦正記 | 12.2%  |
| NIが総務省から業務停止命令を受け、社内で対応を考える日向に、朝比奈は真琴に告白し振られたと話す。燿子とキスをした日向も、ぎりぎりのところで彼女を拒んでいた。真琴は日向の電話に出られなかったことを謝り、社員たちは日向の味方であり、トップとして虚勢を張ってでも自分たちを安心させてほしいと励ます。日向は自分の株を担保に借金をして情報流出の被害者に謝罪金を出すことにし、それによって事態は改善に向かい、株価も上昇する。日向はこの勢いに乗ってPF事業を役員たちに認めさせるが、同席で山上から社長解任動議が出され、日向の社長辞任が採択される。それは朝比奈の仕組んだ計画の一環だった。ある日、真琴は大学研究室での実績が買われ、大手製薬会社の研究員としてスカウトを受ける。何よりも望んでいた就職だったが、真琴は日向の元で働きたいと思っていた。真琴はその気持を日向に伝えるが、日向は真琴の将来を考えてそれを断る。一方燿子は、偶然兄の日向への裏切りを知り問い詰めるが、彼は日向と勝負するためだと答える。燿子は日向にこの事実を伝えることが出来なかった。社長に就任した朝比奈は突然日向に解雇メールを送る。日向は朝比奈の暗躍を知り、記者会見で社長辞任とNIからの退職を表明する。 |                                             |               |          |        |
| 第8話 | すべてを捨てて君と…明日への旅立ち           | 8月27日       | 田中亮   | 12.9%  |
| 日向に問い詰められた朝比奈は、これまで仕組んだことを平然と認める。山上は、個人情報流失の謝罪金にあてたため日向の個人資産がほとんど残っていないこと、朝比奈の自社株保有率が40%を超えたことを伝え、さらにPFから手を引くよう通告する。日向はそれを拒絶し、安岡らを誘ってPF開発の新会社を作る決意をする。真琴は製薬会社との話を進めていたが、インターンシップ終了日に朝比奈からNIへの正規採用を打診される。送別会の席で日向は過去を振り返り、朝比奈への感謝を述べる。ところがその最中、記者会見の様子がテレビで流れ、朝比奈よりNIがJIテックと提携してPFを開発していくことが正式に発表される。日向はPFの所有権を完全に失い、引き抜こうとした社員たちにも断られる。日向に花束を渡す朝比奈は「お前は俺がいなければ何もできない」と言い放ち、日向は怒りのあまり暴れて会場を出ていく。日向のあとを追おうとした真琴は朝比奈に止められるが、彼の行動を咎め「自分は日向のことが好きだ」と告げると日向の後を追った。オートバイに乗って去ろうとしていた日向に追いついた真琴は、製薬会社の内定と朝比奈からの誘いを断ったことを告げ、彼について行くと宣言。二人は新しいスタートの記念にNIが入るビルの前で写真を撮ると、日向バイクに二人乗りしでNIを後にした。 |                                             |               |          |        |
| 第9話 | 私を信じて! あなたの壁を壊したい            | 9月03日       | 西浦正記 | 13.7%  |
| 資産を失い自宅を手放した日向は笛木の寺に居候し、真琴と新会社を始める。しかしPFという目標を奪われた日向は気力を失っていた。新社長となった朝比奈はJIテックからPFのコストダウンを迫られインターフェイスを改変させるが、藤川事務次官は日向が以前作成したPFの方が優れていたと苦言を呈する。その言葉を受けた朝比奈は苛立ち、創業以来の社員たちの誓いが書き込まれた社内の壁「ウォール」を白く塗りつぶす。朝比奈の姿を見ていた山上は彼が日向を切ることを止めるべきだったと後悔する。 燿子は日向に兄のことを詫び情報漏洩の証拠を渡すが、日向はもはや執着を見せずそれを拒絶する。燿子は日向にカフェで語り合う朝比奈と真琴の姿を見せるが、日向の様子にその行為が彼を傷つけたと気付く。このことで真琴と口論になった日向は、彼女も母や朝比奈のように自分から去ると思い悲観しかけるが、事務所を見渡し壁一杯に張られた紙に気づいた。その紙には藤川に突然呼び出されて以前のシステムをベースとしたPFの改良を非公式に依頼された真琴が、その問題点を全て暗記し箇条書きに書いていた。自暴自棄の状態から目覚めた日向は、その仕事を見事に仕上げる。表向きはJIテックが改良したものとされていたPFが、実は彼日向の手がけた物だと知った安岡・小川・細木はNIを辞めて彼の元へ向かい、彼らの新会社は「WONDER WALL（ワンダー・ウォール）」（以下、WW）と名付けられた。数日後、朝比奈が情報漏洩とインサイダー取引などの罪で逮捕されたニュースが流れ、一同は呆然とする。 |                                             |               |          |        |
| 第10話 | あふれる想い…私たちが出した答え             | 9月10日       | 田中亮   | 15.8%  |
| 日向は朝比奈の件で東京地検から事情聴取を受け、遠野が日向たちを見返し、認めてもらいたいという気持ちから彼らを陥れたと自供したことを知る。日向は朝比奈との面会を望むが、彼は肉親の燿子と会うことすら拒んでいた。日向は真琴と共にWWの営業に力を入れる。今まで人に頭を下げることの少なかった日向は真琴の協力で懸命に努力をして少しずつ世間と折り合い、業績を伸ばし再度認められていく。一方、NIは経営危機に陥り、その状況を打開するために山上は日向に社長への復帰を打診する。そんなある日、真琴は日向に理由を告げず休みを申し入れ、製薬会社の研究所で実験のアルバイトを始める。WWの経営が軌道に乗り、NI時代以上に成長した彼がもはや自分を必要としておらず、魅力的すぎる日向の側にいることを辛いと感じたからだった。日向は連絡の取れなくなった真琴を心配して彼女の実家へ向かうが、その途中で休暇中の燿子と出会い、一緒に現地に向かう。真琴は実家にはいなかったが、兄を通じて日向の実母の居場所を知っていた燿子は、彼に母に会うことを勧める。実母の定食屋に入った日向はお互いに名乗ることはなかったが、母の作るオムライスを食べ、捨てられた恨みや怒りを抱くこともなく、元気だったことを喜びながら定食屋を後にする。帰りの駅で燿子は、今の日向が一番会いたい人は母ではなく真琴だと助言し、日向自身も素直に認める。東京に戻った日向は真琴のいる研究所へ向かう。真琴は研究所で働いて仕事ができるようになりたいと言い、日向も朝比奈の戻る場所を残したいという思いからNIへの復帰を決めたと告げる。しかし、日向は一番会いたい人が真琴であると肝心なことを伝えられないまま、二人は離れてしまう。 |                                             |               |          |        |
| 第11話 | 最終回・君のもとへ…二人の未来               | 9月17日       | 西浦正記 | 13.2%  |
| 日向の社長復帰会見を見た真琴は思わずNIに向かい、日向と偶然会ってしまう。倒産の可能性もある厳しい状況に悩む日向は真琴がブラジル勤務になると聞いて動揺し、彼女の仕事を侮辱してしまい、二人は口喧嘩になる。一方、日向の復帰を知った朝比奈はついに面会に応じる。日向はNIを絶対に無くさないと宣言し、朝比奈に帰って来いという。朝比奈は泣き崩れ、土下座して日向に謝罪する。先日の口論を後悔した日向は真琴に電話で謝り、仕事の後に会おうと誘うが、翌朝真琴は日向のことを「好きすぎて辛い」という言葉を電話で残し連絡を絶ってしまう。混乱した日向は朝比奈と面会してアドバイスを求める。朝比奈は「それはお前の気持が知りたいということだ」と教える。そして、真琴が日向を変えてしまったことに自分は嫉妬していたのだと打ち明ける。 日向はJIテックと交渉し、PFによる将来の一切の利益の譲渡と引き換えに一連の問題に対する賠償金の減額を迫り、加えてNIを開発に関わらせることと50億の開発費を要求する。難色を示す幹部たちの中、社長の宇田川はこの提案に興味を示す。条件となった運用実験はWW社員の協力もあって成功し交渉は成立、倒産は回避された。 経営危機の回避を祝うパーティーで、日向は社員一人一人の名前を言い当てて見せ、社員たちを感動させる。そこで真琴がWWオフィスにいることを知った安岡は気を遣って日向を会いに行くよう促す。だが、日向が訪れた時には既におらず、真琴はブラジルへの研修に出発しようとしていた。社員一同はネット上のつぶやきなどを分析して真琴の出発便を調べ上げ、日向は彼女を空港で捕まえる。日向はついに真琴に愛を告白するが、ブラジルへ行かなくてはならない真琴はその距離にうろたえる。しかし、ITの根本的意義は「大切な人」を思う気持であると考えるようになった日向は、その距離を埋めるのが自分の仕事だと豪語し、二人はキスを交わす。 1年9か月後、出所した朝比奈はNIに向かい、社員たちに頭を下げたあと、新たに日向たちの誓いが書き込まれているウォールに「俺たちならできる!!」という言葉を書く。日向と真琴はビデオチャットで日本-ブラジル間の距離を越えて交際を続け、帰国した真琴はウォールの前で日向に迎えられる。 |                                             |               |          |        |
| |                                             |               |          |        |
| 平均視聴率 12.4%（視聴率は関東地区・ビデオリサーチ社調べ） |                                             |               |          |        |
| スペシャル | リッチマン、プアウーマン in ニューヨーク    | 2013年4月01日 | 西浦正記 | 15.3%  |
| 日向と真琴は空港での告白のあと、遠距離恋愛を続けている。ある日仕事でニューヨークを訪れた日向は、研究発表会で現地に来ていた真琴と久しぶりに逢瀬を楽しむ。数週間後、真琴はブラジルの研究所がカーニバル休暇のため1週間限定で日本に帰国し、周囲の勧めで日向の部屋に滞在する。二人は直接会って過ごせることを喜ぶものの、スタイリッシュな生活スタイルの日向と生活感丸出しの真琴の共同生活は噛みあわない。 一方、刑期を終えた朝比奈は、ビジネスへの復帰は考えずにひっそりと過ごしていた。PFプロジェクトではJIテックが専用端末のみで利用できる方向を進め、個人のPCで利用できるシステムを追求する日向と対立する。日向はこの難局を乗り越えるため朝比奈にビジネスパートナーとしての復帰を望むが、その決断は社内外で反発を生む。再会した朝比奈も、自分に頼るのは同じことの繰り返しで安易な方法だと申し出を断る。 滞在中、真琴は勤務先が外資系企業に買収され、次の勤務地がボストンになると聞かされる。今後日本に帰るのは難しくなる可能性があり、真琴は日向の側にいるために退職して日本で再び地獄の就職活動をするか、そのまま勤務するかの決断を迫られる。日向に相談しようとした真琴は、社員からハードワークに対する反発を受けて悩んでいる彼と言い争いになる。部屋を出ていった真琴は、偶然朝比奈と再会して日向のことを語り合う。数日後、研究者としてまだまだ未熟なことを自覚した真琴は、ボストン行きを決める。 安岡夫妻の結婚式の日、日向はJIテックが経営破綻したことを知り、会合に向かう。日向はPFの利益を経営再建に充てることを勧めると同時に、PFのプログラムをオープンソース化して個人端末に対応させるアイデアを提案して受諾され、JIテックの幹部や開発社員たちの士気を鼓舞する。その後ようやく式場に来られた日向は、真琴とともに幸せそうな夫妻の姿を見ながら、自分たちはあのようなカップルにはなれず、仕事を通じて繋がっていた戦友のようなものだと語り合う。そして、日向は真琴に別れを告げ、真琴はボストンに旅立つ。 日向は社員たちに改めてハードワークを厭わない姿勢を求めつつも、PFがあらゆる端末で使えるようになることを伝えて彼らを喜ばせる。その後、再びニューヨークでハードディスク確保の交渉をするも難航していた日向の元に朝比奈がビジネスマンとして現れ、JIテック内の開発チームがより高性能のものを実用化できる見込みを伝えプロジェクトを助ける。朝比奈は、自分も変わることを決意したと日向に語る。その頃、真琴の元にはNI社員たちから近くを訪れている日向に会うよう促すメールが次々と届き、日向が別れを決意したのは、真琴を傷つけたくないためだったと知る。真琴は日向の元に向かい、お互いに相手のために変わろうと決意する。その後、朝比奈が本格的にNIに復帰した日、真琴は帰国し、二人は真琴の希望通りお互いを下の名前で呼び合う仲になる。 |                                             |               |          |        |

## 関連商品

### Blu-ray・DVD
リッチマン、プアウーマン Blu-ray BOX
ポニーキャニオンより2013年1月9日発売。全4枚組ボックスセット。リージョンフリー。
リッチマン、プアウーマン DVD BOX
発売元、発売日は上記と同じ。全6枚組ボックスセット。リージョン2。
リッチマン、プアウーマン in ニューヨーク BD
ポニーキャニオンより2013年7月17日発売。1枚組、収録時間1時間58分。
リッチマン、プアウーマン in ニューヨーク DVD
発売元・発売日など上記と同じ。

### サウンドトラック
フジテレビ系月9ドラマ「リッチマン、プアウーマン」オリジナルサウンドトラック（2012年8月29日発売、ポニーキャニオン）
| #   | タイトル                             | 作詞 | 作曲                   |
| --- | ------------------------------------ | ---- | ---------------------- |
| 1.  | 「Late Night」                       | Yuly | 林ゆうき（m22,23除く） |
| 2.  | 「up」                               |      | 林ゆうき（m22,23除く） |
| 3.  | 「next innovation」                  |      | 林ゆうき（m22,23除く） |
| 4.  | 「Freezeenjoy」                      |      | 林ゆうき（m22,23除く） |
| 5.  | 「elastic」                          |      | 林ゆうき（m22,23除く） |
| 6.  | 「pinch」                            |      | 林ゆうき（m22,23除く） |
| 7.  | 「daily life」                       |      | 林ゆうき（m22,23除く） |
| 8.  | 「trauma」                           |      | 林ゆうき（m22,23除く） |
| 9.  | 「waver」                            |      | 林ゆうき（m22,23除く） |
| 10. | 「rich-man」                         |      | 林ゆうき（m22,23除く） |
| 11. | 「program」                          |      | 林ゆうき（m22,23除く） |
| 12. | 「Rock4you」                         |      | 林ゆうき（m22,23除く） |
| 13. | 「T-D-W-P」                          |      | 林ゆうき（m22,23除く） |
| 14. | 「poor-woman」                       |      | 林ゆうき（m22,23除く） |
| 15. | 「business」                         |      | 林ゆうき（m22,23除く） |
| 16. | 「bamboo grove」                     |      | 林ゆうき（m22,23除く） |
| 17. | 「momoiro!」                         |      | 林ゆうき（m22,23除く） |
| 18. | 「poor-woman-PfMix」                 |      | 林ゆうき（m22,23除く） |
| 19. | 「accident」                         |      | 林ゆうき（m22,23除く） |
| 20. | 「workaholic」                       |      | 林ゆうき（m22,23除く） |
| 21. | 「poor-woman-FlowMix」               |      | 林ゆうき（m22,23除く） |
| 22. | 「ヒカリヘ acoustic guitar version」 |      | miwa                   |
| 23. | 「ヒカリヘ piano version」           |      | miwa                   |

### 書籍
ノベライズ
安達奈緒子・脚本、木俣冬・ノベライズ『リッチマン、プアウーマン』扶桑社、2012年9月7日発売、ISBN 978-4-594-06672-7
シナリオ
月刊『ドラマ』2012年10月号（映人社） - 1・2・3話のシナリオを収録
シナリオについてはこの他に、小説投稿コミュニティサイト「E★エブリスタ」で、放送後のストーリーの台本電子書籍が2012年9月28日までの期間限定で無料配信された。

### その他の関連商品
待ち受け画像
日向徹の社長室に飾られていた江島史織による書作品は、彼女のブログからダウンロードできる。

## 韓国のテレビドラマ
リッチマン（朝鮮語: 리치맨）は2018年5月9日から2018年6月28日までドラマックスとMBNで放送された大韓民国のテレビドラマである。

### 登場人物（韓国版）
イ・ユチャン〈29〉
演 - スホ
韓国のIT関連企業NEXT-INの社長。天才的なプログラマー。
キム・ボラ〈24〉
演 - ハ・ヨンス
就職活動中。記憶力にたける。
ミン・テジュ〈35〉
演 - オ・チャンソク
NEXT-INの共同創業者で副社長。テサン・グループ会長の息子。テラの兄。
ミン・テラ〈29〉
演 - キム・イェウォン
テジュの妹。テサン・グループ会長の末娘。
チャ・ドジン〈25〉
演 - パク・ソンフン
NEXT-INの社員。優秀なソフトウェア開発者。
ミソ〈24〉
演 - ユン・ダヨン
ボラの親友。
カン・チャンス〈27〉
演 - イ・ジェジン
イ・ユチャン社長の秘書。

### スタッフ（韓国版）
- 演出 - ミン・ドゥシク[51]
- 脚本 - ファン・ジョユン、パク・ジョンエ[51]
- 制作 - IHQ

### 視聴率
| Ep     | 放送日        | 平均オーディエンスシェア | 平均オーディエンスシェア | 平均オーディエンスシェア |
| Ep     | 放送日        | AGBニールセン            | AGBニールセン            | TNmS                     |
| Ep     | 放送日        | MBN                      | ドラマックス             | MBN                      |
| Ep     | 放送日        | 全国                     | 全国                     | 全国                     |
| ------ | ------------- | ------------------------ | ------------------------ | ------------------------ |
| 1      | 2018年5月9日  | 1.5％                    | 0.2％                    | 1.6％                    |
| 2      | 2018年5月10日 | 1.0％                    | 0.2％                    | 1.0％                    |
| 3      | 2018年5月16日 | 1.2％                    | 0.1％                    | 1.1％                    |
| 4      | 2018年5月17日 | 1.1％                    | 0.3％                    | 1.2％                    |
| 5      | 2018年5月23日 | 1.4％                    | 0.2％                    | 1.1％                    |
| 6      | 2018年5月24日 | 1.0％                    | 0.2％                    | 0.8％                    |
| 7      | 2018年5月30日 | 1.4％                    | 0.1％                    | 1.3％                    |
| 8      | 2018年5月31日 | 0.9％                    | 0.2％                    | 0.7％                    |
| 9      | 2018年6月6日  | 1.9％                    | 0.2％                    | 該当なし                 |
| 10     | 2018年6月7日  | 1.4％                    | 0.3％                    | 該当なし                 |
| 11     | 2018年6月13日 | 1.2％                    | 0.2％                    | 該当なし                 |
| 12     | 2018年6月14日 | 1.0％                    | -                        | 該当なし                 |
| 13     | 2018年6月20日 | 1.5％                    | 0.4％                    | 該当なし                 |
| 14     | 2018年6月21日 | 1.1％                    | 0.1％                    | 該当なし                 |
| 15     | 2018年6月27日 | 0.9％                    | 0.2％                    | 該当なし                 |
| 16     | 2018年6月28日 | 0.8％                    | 0.3％                    | 該当なし                 |
| 平均   | 平均          | 1.21％                   | -                        | -                        |
| 特別な | 2018年5月2日  | 該当なし                 | 該当なし                 | 該当なし                 |

## タイのテレビドラマ
『Faceless Love รักไม่รู้หน้า』は2023年にPrime VideoとGMM 25で放送されたタイのテレビドラマである。
クー・エッカシット・トラクーカシムサックが監督し、GMMTVがKeng Kwang Kang Waisaiと共に日本の『リッチマン、プアウーマン』のタイ版リメイクとして制作した本作は、2022年11月22日に開催された「GMMTV 2023 Diversely Yours,」のイベント内にて2023年放送予定の19のドラマプロジェクトのうちの1つとして紹介された。 2023年11月8日よりPrime Videoで毎週水曜日と木曜日に配信され、2023年12月6日からはGMM 25でも毎週水曜日と木曜日の20:30 (ICT)に放送された。

### 登場人物（タイ版）

#### 主演
ウィーキット・クライピワット
演 - ジラワット・スティワニッチャサック (デュー)
Next InnovationのCEO
ニーラアンパン (ミリン)
演 - スパサラー・タナチャート (カウ)
ウィーキットの秘書としてNext Innovationに就職した
チャノン
演 - ルーク・イシカワ・プラウデン
ウィーキットのいとこ

#### 助演
アエウエス
演 - パチャトン・タナワット (プローイパット)
チャノンの秘書
タンヤー
演 - ワンウィモン・ジェーンアサワメティー (ジューン)
チャノンの友人
マニット
演 - パーヌロート・チャルームキットポーンタウィー (ペッパー)
IT部門の責任者
メウクワック
演 - チャヤコーン・ジュターマー (JJ)
日本語で「招き猫」という名前の新人プログラマー
ソーイフェット
演 - サロチャ・ワティッタパン (タオ)
チャノンの母親
Supranee
演 - パーン・タナポーン
ミリンの母親
ニーラアンパン
演 - ケブリン・コトランド (エーオン)
ウィーキットの母親
ノイ
演 - エー・ナリントーン・ナ・バンチャーン
ミリンの母の友人

#### ゲスト出演
ニー
演 - ポーンティップ・プラサートインスック (ノック)
ミリンの祖母